# Balonmano femenino en los Juegos Asiáticos
El Balonmano femenino en los Juegos Asiáticos tuvo su primera aparición en la edición de 1990 en Pekín, China; y ha estado en el programa de los juegos desde entonces por ser un deporte oficial de los Juegos Olímpicos.
Corea del Sur es el máximo ganador de la medalla de oro en la disciplina con 6.

## Ediciones anteriores
| Año  | Sede      |               | Final       | Final           | Final         |             | Tercer lugar    | Tercer lugar | Tercer lugar |
| Año  | Sede      | Oro           | Resultado   | Plata           | Bronce        | Resultado   | 4.º lugar       |              |              |
| 1990 | Beijing   | Corea del Sur | No playoffs | China           | China Taipéi  | No playoffs | Corea del Norte |              |              |
| 1994 | Hiroshima | Corea del Sur | No playoffs | Japón           | China         | No playoffs | Kazajistán      |              |              |
| 1998 | Bangkok   | Corea del Sur | No playoffs | Corea del Norte | Japón         | No playoffs | China           |              |              |
| 2002 | Busan     | Corea del Sur | No playoffs | Kazajistán      | China         | No playoffs | Japón           |              |              |
| 2006 | Doha      | Corea del Sur | 29–22       | Kazajistán      | Japón         | 25–22       | China           |              |              |
| 2010 | Guangzhou | China         | 31–22       | Japón           | Corea del Sur | 38–26       | Kazajistán      |              |              |
| 2014 | Incheon   | Corea del Sur | 29–19       | Japón           | Kazajistán    | 27–26       | China           |              |              |

## Títulos por País
| País            | Oro | Plata | Bronce |
| --------------- | --- | ----- | ------ |
| Corea del Sur   | 6   |       | 1      |
| China           | 1   | 1     | 2      |
| Japón           |     | 3     | 2      |
| Kazajistán      |     | 2     | 1      |
| Corea del Norte |     | 1     |        |
| China Taipéi    |     |       | 1      |

## Tabla Histórica
| País            | Apariciones | J  | G  | E | P  |
| --------------- | ----------- | -- | -- | - | -- |
| China           | 7           | 32 | 17 | 3 | 12 |
| China Taipéi    | 3           | 14 | 6  | 1 | 7  |
| Hong Kong       | 2           | 11 | 2  | 0 | 9  |
| India           | 3           | 13 | 0  | 2 | 11 |
| Japón           | 7           | 33 | 16 | 4 | 13 |
| Kazajistán      | 6           | 29 | 14 | 1 | 14 |
| Maldivas        | 1           | 4  | 0  | 0 | 4  |
| Corea del Norte | 4           | 18 | 8  | 1 | 9  |
| Catar           | 1           | 4  | 0  | 0 | 4  |
| Corea del Sur   | 7           | 33 | 32 | 0 | 1  |
| Tailandia       | 4           | 19 | 3  | 2 | 14 |
| Uzbekistán      | 2           | 10 | 5  | 0 | 5  |